# Brînzî, Kobeleakî
Brînzî (în ucraineană Бринзи) este un sat în comuna Vasîlivka din raionul Kobeleakî, regiunea Poltava, Ucraina.

## Demografie
Componența lingvistică a localității Brînzî
     Ucraineană (82,97%)
     Maghiară (12,64%)
     Rusă (4,4%)
Conform recensământului din 2001, majoritatea populației localității Brînzî era vorbitoare de ucraineană (82,97%), existând în minoritate și vorbitori de maghiară (12,64%) și rusă (4,4%).